# Patrice Luzi
Patrice Luzi (Ajaccio, 7 settembre 1980) è un ex calciatore francese, di ruolo portiere.

## Palmarès

### Club

#### Competizioni nazionali
- Campionato francese: 1

Monaco: 1999-2000
- Supercoppa francese: 1

Monaco: 2000
- Coppa di Lega inglese: 1

Liverpool: 2002-2003

#### Competizioni internazionali
- UEFA Champions League: 1

Liverpool: 2004-2005